# Okrug Eddy, Novi Meksiko
| Eddy                                                       |                              |
| Zemljovid Novog Meksika s označenim okrugom Eddyem.        |                              |
| Zemljovid SAD s označenom saveznom državom Novim Meksikom. |                              |
| Osnovan:                                                   | 16. svibnja 1891.            |
| Sjedište:                                                  | Carlsbad                     |
| Najveće naselje:                                           | Carlsbad                     |
| Površina:                                                  | 10.873 km2                   |
| Br. stanovnika (2010.):                                    | 53.829                       |
| Kongresni okrug:                                           | 2.                           |
| Vremenska zona:                                            | Stjenjačko vrijeme: UTC-7/-6 |
| Službene stranice:                                         | http://www.co.eddy.nm.us/    |

Eddy je okrug u američkoj saveznoj državi Novom Meksiku.

## Stanovništvo
Prema popisu stanovništva 2010., stanovnici su 77,4% bijelci, 1,4% "crnci ili afroamerikanci", 1,5% "američki Indijanci i aljaskanski domorodci", 0,7% Azijci, 0,0% Havajci ili tihooceanski otočani, 3,0% dviju ili više rasa, 16,0% ostalih rasa. Hispanoamerikanaca i Latinoamerikanaca svih rasa bilo je 44,1%.

## Vanjske poveznice
- Postal History Poštanski uredi u okrugu Eddyju, Novi Meksiko